# Шиду
Шиду (кит.: 失独; лит. «утрата единственного ребенка») — это китайское явление, обозначающее потерю единственного ребенка в семье. Родителей, потерявших единственного ребенка, называют шиду-фуму (кит.: 失独父母), или просто родители-шиду.

## Влияние

### Тенденции
В результате политики «Одна семья — один ребёнок» в ближайшие годы в Китае ожидается рост числа родителей-шиду. По официальным данным, с момента введения политики «Одна семья — один ребёнок» до конца 2010 года в Китае насчитывается не менее миллиона семей, потерявших единственного ребенка, и ожидается, что этот показатель будет расти на 76 000 в год.

### Проблемы
В обществе, где родители полагаются на помощь своих детей в старости, это явление может иметь разрушительные последствия для многих родителей-шиду. Многие родители-шиду страдают от психологических проблем и финансовых трудностей после потери своего единственного ребенка. В 2013 году Китайский национальный комитет по старению сообщил, что от 70 до 80 процентов родителей-шиду пережили психологическую травму, причем половина этих людей также испытывают депрессию.
Если сравнивать родителей, потерявших детей, и родителей, не потерявших детей, можно заметить, что родители-шиду более уязвимы в плане физического благополучия (подразумеваются хронические заболеваний и самооценка состояния здоровья) и психологического благополучия (подразумеваются депрессия и неудовлетворенность жизнью). Кроме того, родители-шиду, как правило, получают меньше социальной поддержки (подразумеваются практическая поддержка, эмоциональной поддержки и социального взаимодействия). Это сочетается с социальной изоляцией этих родителей, обусловленной как уходом, так и исключением из общества. Рассматривая характеристики родителей, потерявших своих единственных детей, было отмечено, что чем моложе родители, чем ниже их уровень образования, чем ниже их уровень дохода, а также если у них есть хронические заболевания, тем родители-шиду более уязвимы.
Исследуя «шиду» на материковом Китае, где количество членов семьи сократилось из-за контроля численности населения, можно заметить, что смерть близкого человека стала более разрушительной и травмирующей и для других членов семьи.
Исследования, проведенные в районе Янпу в Шанхае, показали, что родители-шиду имеют повышенную подверженность ПТСР, депрессии и симптомам психических заболеваний. По сравнению с мужчинами, женщины особенно подвержены развитию ПТСР. У родителей-шиду также наблюдалась значительно высокая заболеваемость ишемической болезни сердца, опухолями, психическими и другими неклассифицированными заболеваниями. Родители-шиду также чаще посещают больницу.

## Государственная политика

### Программы
В 2002 году Всекитайское собрание народных представителей приняло закон о том, что местные органы власти должны «оказывать необходимую помощь» родителям-шиду, если они не собираются усыновить, удочерить или не завести еще детей. В 2007 году центральное правительство установило ежемесячную компенсацию в размере минимум 16 долларов на одного родителя в десяти провинциях и городах. 31 августа 2007 года Государственный комитет по плановому деторождению и министерство финансов заявили, что национальный уровень компенсации составляет 100 юаней и выше на человека в месяц. С 2012 года семьи имели право на ежемесячную компенсацию в размере не менее 135 юаней ($22) на родителя. 26 декабря 2013 года ГКПД увеличил размер ежемесячной компенсации до минимум 340 юаней ($56) на родителя в городах и до минимума 170 юаней ($28) на родителя в деревнях (применимо, если женщине не менее 49 лет). Фактический размер компенсации может увеличиваться в зависимости от провинциальной и местной политики.

### Критика
Государственная финансовая помощь можно характеризовать как относительно низкую. Более того, строгий акцент программы на предоставлении структурной поддержки (например, денежные пособия и приоритетный доступ к домам престарелых) подвергся критике, так как в ней она не решает вопросы, выходящие за рамки структурной поддержки (напр., психологическое благополучие и социальная поддержка). Во-вторых, сами действия структур считаются недостаточными, поскольку в китайском обществе большое значение придается помощи сыновей в обеспечении старости и благосостояния, а дома престарелых не имеют достаточного масштаба и качества.
Профессор Цяо Сяочунь (из Центра демографических исследований Пекинского университета и бывший консультант комитета по планированию семьи) утверждает, что государственная помощь остается очень слабой, в связи с тем, что правительство в самом начале не ожидало всех возможных последствий политики «Одна семья — один ребёнок». Он также отмечает, что для большинства родителей-шиду психологические проблемы важнее, чем проблемы, связанные с бедностью.

## Реакция общественности
Такие известные люди, как лауреат Нобелевской премии по литературе Мо Янь, выступали за увеличение поддержки родителей-шиду.
5 июня 2012 года около 80 родителей-шиду (от имени 2000 родителей-шиду, подписавших петицию) собрались в государственном комитете по плановому деторождению и предложили предоставить экономическую компенсацию за утрату детей, создать сообщества, ориентированные на родителей-шиду, и назначить отдел, куда родители-шиду могут обратиться за помощью в случае необходимости. Официального ответа не было почти два года. 21 апреля 2014 года более 240 «родителей-шиду» собрались в государственном комитете по плановому деторождению для официального обсуждения. Несмотря на то, что ГКПД признал их вклад в политику планирования семьи, они отклонили их просьбу, так как заявили, что нет правовой основы для поддержки их требования об административной компенсации.
Такие инциденты, как землетрясение в Сычуани в 2008 году, взрывы на Бостонском марафоне или исчезновение рейса 370 авиакомпании Malaysia Airlines, показали, какое огромное влияние оказывает это явление родителей-иду.
В мае 2010 года 60-летняя Шэн Хайлинь, мать-шиду, стала самым пожилым человеком в Китае, родившим девочек-близнецов с помощью ЭКО. Она сказала, что это помогло ей выйти из отчаяния после смерти дочери, однако она также выразила беспокойство по поводу своего здоровья и других сложностей в воспитании близнецов.